# Tonny Vilhena
Tonny Emilio Trindade de Vilhena, bekannt als Tonny Vilhena, (* 3. Januar 1995 in Maassluis) ist ein niederländischer Fußballspieler. Er wird vorrangig im zentralen Mittelfeld eingesetzt und ist zurzeit als Spieler von Panathinaikos Athen aktiv.

## Karriere

### Verein
Vilhena begann seine Karriere in seiner Geburtsstadt bei VDL-Maassluis, von wo er im Sommer 2003 in seinem achten Lebensjahr in die Jugendabteilung von Feyenoord Rotterdam wechselte.
Im Januar 2012 spielte er für Feyenoord erstmals in der Eredivisie. Seitdem kommt er regelmäßig als Stammspieler zum Einsatz. Er wurde mit der Mannschaft 2017 niederländischer Meister, gewann 2016 und 2018 den niederländischen Pokalwettbewerb, außerdem 2017 und 2018 den Supercup. Vilhena spielte mit Feyenoord in der Europa League und der Champions League, kam jedoch in keinem Wettbewerb über das Sechzehntelfinale hinaus.
Zum 1. Juli 2019 wechselte er zum russischen Erstligisten FK Krasnodar, wo er einen Vertrag bis zum 30. Juni 2024 unterzeichnete.
In seiner ersten Saison bestritt er 20 von 30 möglichen Ligaspielen, in denen er zwei Tore schoss, sowie zehn Europapokal-Spiele mit ebenfalls zwei Toren. In der nächsten Saison waren es 24 von 30 möglichen Ligaspielen, in denen er erneut zwei Tore schoss, sowie ein Spiel im russischen Pokal mit einem Torerfolg und sieben Europapokal-Spielen. In der Saison 2021/22 waren es 13 von 18 möglichen Ligaspielen mit erneut zwei geschossenen Toren sowie zwei Spielen im russischen Pokal.
Mitte Januar 2022 wurde er mit Kaufoption an den spanischen Verein Espanyol Barcelona ausgeliehen.
Zur Saison 2022/23 wechselte er auf Leihbasis nach Italien zur US Salernitana. Danach verließ er Barcelona und wechselte nach Griechenland zu Panathinaikos Athen.

### Nationalmannschaft
Vilhena nahm mit der niederländischen U-17-Nationalmannschaft an der U-17-EM 2011 und der U-17-EM 2012 teil und gewann jeweils den Titel. 2011 wurde er Torschützenkönig des Turniers und 2012 verwandelte er den entscheidenden fünften Elfmeter im Finale gegen Deutschland. Er durchlief außerdem die niederländischen U-19 und U-21-Auswahlen. Im Juni 2016 debütierte er in der A-Nationalmannschaft.

## Erfolge
- Niederländischer Meister: 2017
- Niederländischer Pokalsieger: 2016, 2018
- niederländischer Supercup: 2017, 2018
- Griechischer Pokal: 2024